# Luis Salat Gusils
Luis Salat Gusils (Barcelona, 14 de diciembre de 1914 – Barcelona, 1 de febrero de 1996) fue un francmasón español, fundador y primer gran maestro de la Gran Logia de España.

## Biografía

### Primeros años
Nació en Barcelona el 14 de diciembre de 1914,[cita requerida] miembro de una familia empresarial del Distrito del Ensanche, propietarios de la empresa aceitera Olis Salat. Es primo de Carlos Ferrer Salat, quien fuera presidente de la Confederación Española de Organizaciones Empresariales, y de José Vilarasau Salat, antiguo director de La Caixa.
En el contexto de la Guerra civil española, se involucró con partidos catalanes independentistas. En 1935 se unió a Esquerra Republicana de Catalunya, para luego integrar el Partit Nacionalista Català y el Front Nacional Revolucionari.
Fue iniciado en la francmasonería el 5 de noviembre de 1935 en la logia Themis n.º 13 de Barcelona, adonde fue conocido con el nombre simbólico de Bolívar. En esta logia fue secretario en el período 1938–39,[cita requerida] pero tuvo que abandonar la ciudad en febrero de ese año, ante la inminente entrada de las tropas franquistas.

### Exilio
De Barcelona se trasladó a Francia, adonde fue internado en el campo de refugiados de Argelès-sur-Mer. Aunque allí estuvo poco tiempo, ya que finalmente se trasladó a Colombia. En este país se dedicó inicialmente al negocio de las piedras preciosas y luego dirigió su propia empresa de importación y exportación.
En 1945, participó de la organización de los Juegos Florales de la Lengua Catalana que se celebraron en el Teatro Colón de Bogotá el 13 de mayo de ese año. Estos juegos florales se consideraban una continuación de los Juegos Florales de Barcelona y eran organizados por exiliados, con la finalidad de incentivar el uso del catalán literario y facilitar la publicación de obras en esta lengua en países latinoamericanos.
En Bogotá se afilió a la logia Veritas Vincit n.º 13, bajo los auspicios de la Gran Logia Nacional de Colombia, de la cual fue gran secretario entre 1951 y 1953. Además, fue miembro de honor de la logia Unión n.º 9 de Cartagena de Indias y de la logia Tomás Cipriano Mosquera n.º 9 de Bogotá, ambas de la Gran Logia Nacional de Colombia.[cita requerida]

### Regreso a España
Salat regresó a España en 1974 y fundó en Barcelona, en los primeros tiempos la logia Perseverança, que trabajó clandestinamente,  durante un tiempo sin estar bajo la cobertura de ninguna Gran Logia Regular, posteriormente fue regularizada en 1979 por la Gran Logia Nacional Francesa con el n.º 246.
Esta logia, junto con Sant Joan de Catalunya n.º 208 y Sant Jordi n.º 227, constituyeron el 1 de julio de 1980 el Distrito de España bajo los auspicios de la GLNF. El 20 de diciembre de ese mismo año, el Muy Respetable Hermano Jean Mons firma el Decreto n.º 618 de la Gran Logia Nacional Francesa, por el que se designa a Luis Salat gran maestro del Distrito de España de esta obediencia.
Con el fin de prevenir la proliferación de logias autodenominadas masónicas, un grupo de masones radicados en Francia deciden que es necesario crear una gran logia independiente en España, como un primer paso para regularizar las logias preexistentes. Así, el 17 de junio de 1982 la Gran Logia Nacional Francesa firma el decreto que funda la Gran Logia de España, separando al distrito de España de la jurisdicción de la Gran Logia Provincial Occitana, adoptando los principios básicos de la Gran Logia Unida de Inglaterra y nombrando a Luis Salat como su primer gran maestro, cargo que ocupará hasta su muerte. La misma fue consagrada el 6 de noviembre de ese mismo año y, desde entonces, goza de reconocimiento internacional, aunque no fue reconocida por la Gran Logia Unida de Inglaterra sino hasta septiembre de 1987.

### Vida personal y últimos años
Falleció el 1 de febrero de 1996 y su funeral se llevó a cabo en la Basílica de Santa María del Mar, lo que requirió una autorización expresa del cardenal arzobispo de Barcelona Ricard Maria Carles. Este hecho fue una iniciativa de Anzulia Verdú, la viuda, quien deseaba que se realizara un oficio religioso y representa el primer acto público de reconciliación entre la masonería y la Iglesia católica. La ceremonia fue auspiciada por el sacerdote Josep Dalmau. Sobre el mismo, Tomás Sarobe Piñeiro declaró que esta reconciliación fue «el último gran servicio del fallecido a la masonería española».

## Masonería filosófica y cuerpos colaterales
Además de su dilatada pertenencia y liderazgo en la masonería simbólica, Salat fue miembro de:
- Supremo Consejo del Grado 33 y último del REAA para España (Grado 33).
- Supremo Gran Capítulo de los masones del Santo Real Arco de Jerusalén de España (Gran Primer Principal).
- Gran Priorato de las Órdenes Unidas, Religiosas, Militares y Masónicas del Temple y de San Juan de Jerusalén, Palestina, Rodas y Malta de España (Gran Maestre).
- Gran Priorato de las Galias (Comendador de Honor).
- Gran Logia de los Maestros Masones de Marca de Inglaterra y Gales y de sus Distritos y Logias de Ultramar.
- Orden del Sagrado Real Arco de los Caballeros Sacerdotes Templarios (miembro del Kingsway Tabernacle n.º17 de Londres).
- Gran Consejo de la Orden de los Allied Masonic Degrees de Inglaterra y Gales y sus Distritos y Consejos de Ultramar.
- Orden de los Allied Masonic Degrees de Canadá (miembro honorario).
- Gran Cónclave de la Orden del Secret Monitor de las islas británicas y sus Distritos y Cónclaves de Ultramar.

## Ideología política
En el ámbito político era catalanista, lo que generó cierta controversia dentro de la Gran Logia de España, especialmente por su decisión de que la sede estuviera en Barcelona y no en Madrid. Fue miembro de Esquerra Republicana de Catalunya y de Convergència i Unió. Durante la guerra civil ocupó cargos directivos en el Partit Nacionalista Català y en el Front Nacional Revolucionari.

## Controversias
Si bien la mayoría de los miembros de la Gran Logia de España lo admiraban, también tenía detractores. Entre las argumentos esgrimidos están su carácter personalista y que no siempre había justicia interna, además se lo tildó de «presidencialista». Una institución con la que tuvo una mala relación fue el Supremo Consejo del Grado 33, con el cual rompió relaciones en 1989 y prohibió a los socios activos su pertenencia o afiliación. Prohibición que no fue respetada por la mayoría de los cuerpos capitulares, que siguieron operativos.
La logia Perseverança tuvo discrepancias con la conducción de Salat, por lo que, tras su reelección como gran maestro en 1988, esta abandonó la obediencia a la Gran Logia de España y devolvió la carta patente, el documento que autoriza su funcionamiento regular. Debido a que no se dio de alta en ninguna otra logia regular, sus miembros fueron dados de baja por el Soberano Gran Comendador. A su vez, se impuso una sanción a la logia Sant Joan de Catalunya por solicitar que se dejaran sin efecto las sanciones contra los líderes del sector crítico.
Los miembros de la Logia Tau, también conocida como Logia de Maestros Escoceses de San Andrés, tuvieron con él una relación especialmente conflictiva. Según sus miembros, esto era debido a que estaban bajo la tutela del Gran Priorato de las Galias, con el cual Salat mantenía una mala relación personal. Bajo el argumento de que pretendían cambiar de rito, la Logia Tau fue intervenida durante seis meses en 1990, su gran maestro fue forzado a dimitir y se les impuso un reglamento largo y estricto.